# Radio Xanadu
Radio Xanadu war eine Münchner Hörfunkstation und gehörte zu den ersten Privatsendern in Deutschland.
Xanadu wurde 1984 von Privatfunkpionier Jo Lüders gegründet und durfte 1984 im Rahmen des Münchner Kabelpilotprojekts auf Sendung gehen. Ab 1985 teilte man sich mit den Anbietern M1, Radio Aktiv sowie Radio 44 die Frequenz 92,4. Ab 18. April 1988 hatte der Sender unter dem Namen Radio Xanadu – Citywelle 93,3 eine eigene Frequenz. Gesellschafter waren u. a. der Filmhändler Herbert Kloiber (Tele München), die Familien Ferency und Conrad sowie der Private-Equity-Investor Eugen von Keller (Xanadu Mediengesellschaft). Zum Moderatorenteam gehörten u. a. Stevie Höper, Susanne Rohrer und Fred Kogel. Günther Löffler war von Mitte 1988 bis Anfang 1993 Alleingeschäftsführer des Startup-Unternehmens.
Am 18. Februar 1991 wurde der Popsender unter der programmlichen Federführung von Thomas Gottschalk in Xanadu Classic Rock umgewandelt. Sein ehemaliger Bayern-3-Kollege Benny Schnier änderte die Ausrichtung des Senders auf ein in den USA bereits bewährtes rocklastiges Musikformat. Zum festen On-Air-Team gehörten die Radiomoderatoren Dominik Schott, Armand Presser, Jan Plate, Frank Stängle, Daniel Kovac, Nina Breiter und Chris Boettcher. Als Gastmoderatoren waren regelmäßig mit Gottschalk befreundete Prominente wie Fritz Egner, Frank Laufenberg, Gundis Zámbó, Ottfried Fischer, Jochen Busse und Günther Jauch sowie der langjährige BR-Moderator Werner Götze am Mikrofon.
Neben der Rockmusik spielte ausführliche lokale Berichterstattung eine große Rolle. Wortlastiger Journalismus wie das abendliche TalkRadio oder Kultsendungen wie das sonntägliche Frühstück mit den Beatles erzielten große Aufmerksamkeit. Der kommerzielle Erfolg hingegen blieb relativ bescheiden. 1993 erwarb die französische NRJ-Gruppe die Mehrheitsanteile und benannte den Sender in Energy München um.

## Fusion mit Radio 44
Radio 44 nahm ab Anfang 1985 ebenfalls am Münchner Kabelpilotprojekt teil. Am Sender beteiligt war unter anderem die Neue Constantin Film. Der Name Radio 44 nahm Bezug auf den Sitz des Sendestudios in der Schellingstraße 44, dem Rückgebäude der Neuen Constantin Film. Programmchef und einer der Moderatoren war Fred Kogel. Auf der Frequenz 92,4 sendete Radio 44 unter anderem jeden Morgen von 5:30 Uhr bis 8 Uhr die Sendung Startschuß. Kurze Zeit später fusionierte der Sender mit Radio Xanadu.

## Neustart als Webradio
Im August 2021 startete Antenne Bayern ein Webradio namens "Radio Xanadu". Gespielt werden Classic Hits.